# Ludwig Barnay

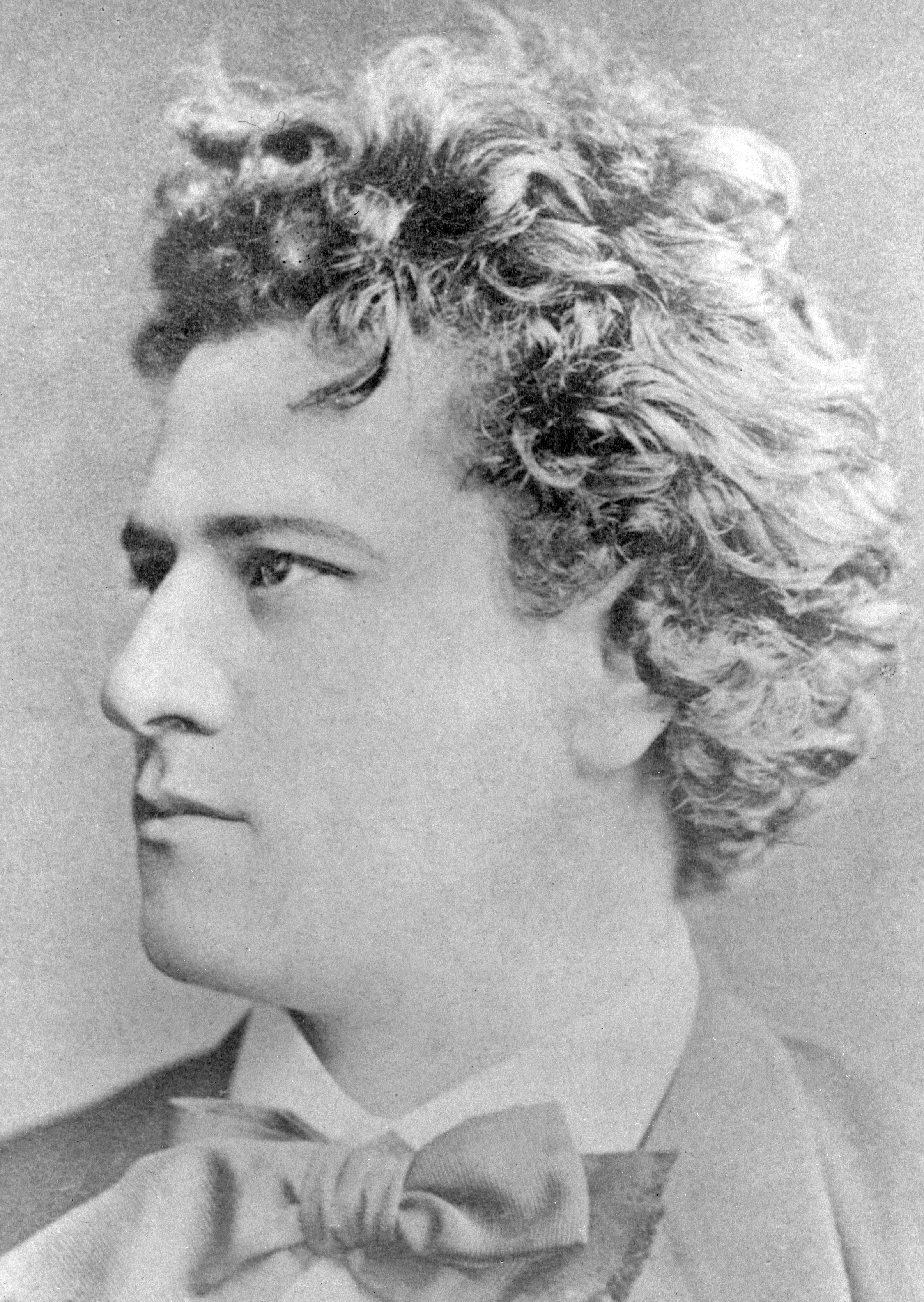
Ludwig Barnay; Fotografie um 1880/90

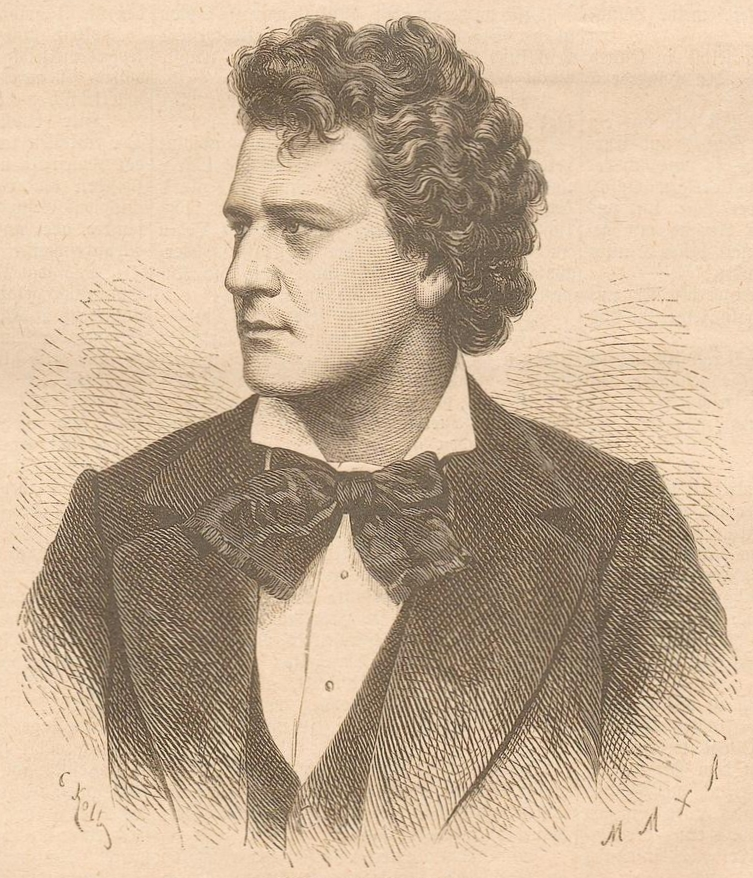
Bildnis Ludwig Barnay
Beilage zum Darmstädter Tagblatt, Nr. 26/1886

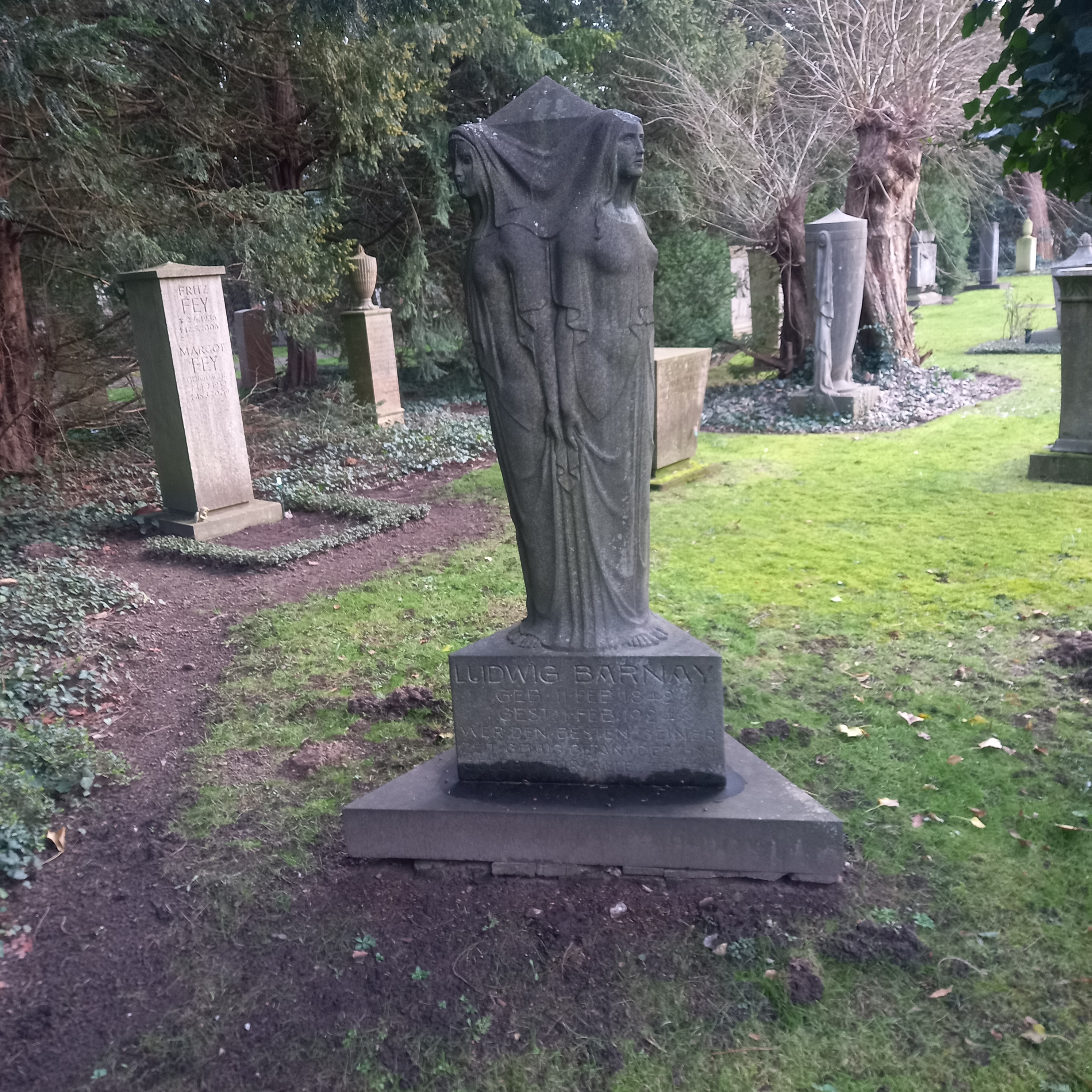
Das Grab von Ludwig Barnay auf dem Stadtfriedhof Engesohde in Hannover

Ludwig Weiß, Künstlername Ludwig Barnay, (* 11. Februar 1842 in Pest, heute zu Budapest; † 31. Januar 1924 in Hannover) war ein deutscher Schauspieler und später auch Theater-Intendant.

## Leben
Ludwig Barnay war ein Sohn des Kantors der Synagoge von Pest. Im Alter von 18 Jahren konnte Barnay 1860 unter dem Künstlernamen Lacroix in Trautenau (Riesengebirge) erfolgreich debütieren. Nach einem kleinen Engagement in seiner Heimatstadt wurde er an das Burgtheater nach Wien verpflichtet.
1862 wurde er Mitglied der Vereinigten Theater Pest-Ofen und hatte Gastauftritte am Landestheater Graz. Im darauffolgenden Jahr begannen ausgedehnte Tourneen, die ihn für beinahe fünf Jahre an die Theater in Mainz, Prag, Riga und Leipzig führten. Ab 1868 fand er eine längere Anstellung am großherzoglich sächsischen Hoftheater Weimar.
1864 heiratete er die Sängerin Marie Kreuzer (1839–1904), Tochter des bekannten Tenors Heinrich Kreuzer von der Wiener Hofoper. Aus der Ehe gingen drei Töchter hervor, von denen nur die 1872 in Frankfurt am Main geborene Charlotte das Erwachsenenalter erreichte, die später unter dem Künstlernamen Lolo Barnay als Malerin und Sängerin in Berlin erfolgreich war.
Ludwig Barnay war im Jahre 1870 ein noch verhältnismäßig unbekannter Schauspieler am Stadttheater in Frankfurt am Main. Wie er später bekannte, lebte er damals nach dem Motto Wir sind nichts – was wir wollen, ist alles (frei nach Qu’est-ce que le tiers état? von Emmanuel Joseph Sieyès). Er stand uneigennützig im Dienste der darstellenden Kunst als einer unter vielen Gleichgesinnten.
Die Interessen der Arbeitgeber vertrat seit 1861 der Deutsche Bühnenverein, einer Vereinigung aller Theaterdirektoren unter dem Vorsitz des Intendanten der königlich preußischen Schauspiele Botho von Hülsen. Es existierte aber kein Verband, der für die Rechte der Schauspielerinnen und Schauspieler als Arbeitnehmer eintrat. Deshalb verfolgte er zielgerichtet die Wahrnehmung der Interessen der Schauspieler, und so kam es 1871 zur Gründung der ersten Interessengemeinschaft der Schauspieler, der Genossenschaft Deutscher Bühnenangehöriger (GDBA). Barnay war im Juli 1871 der Gründer und später Ehrenpräsident dieser Genossenschaft. Er konnte sich in seiner Arbeit auf eine große Tradition berufen: Schon Conrad Ekhofs und Friedrich Ludwig Schröders Bemühungen galten dem Ziel, die Schauspieler von wirtschaftlichen Nöten zu befreien, sie zu vereinigen, zu bilden und ihr Standesbewusstsein zu stärken, um ihnen gesellschaftliche Achtung und bürgerliche Anerkennung zu verschaffen. Dieser Gedanke ist seither nie mehr vergessen worden, immer wieder fanden sich Menschen, die versuchten, ihn zu verwirklichen. Die Jagd nach persönlichen Erfolgen und die Sucht, als Einzelner zu glänzen, untergruben Standesgeist und Gemeinsinn, soziale Grundsätze, für welche die führenden Schauspieler des 19. Jahrhunderts, von der Neuberin bis zu August Wilhelm Iffland, gekämpft hatten.

„Juristen, Ärzte, Maler, Architekten, Bäcker, Schuster und Schneider und Gott weiß was für Künste und Gewerbe tagen seit Jahren in Deutschland und genießen den Segen ihrer Assoziationsbestrebungen. Warum wollen wir Schauspieler denn gar nicht zur Erkenntnis unseres Standesbewußtseins gelangen, warum sollen wir nicht die Gelegenheit ergreifen, uns auch einmal über unsere nächsten künstlerischen und materiellen Interessen aussprechen.“

Das Zitat bezeichnet den Beginn der Geschichte der Genossenschaft Deutscher Bühnenangehöriger als eines Verbandes, der in den Jahren der stärker und stärker sich entwickelnden Arbeiterbewegung die Gedanken und Anliegen der Väter der deutschen Schauspielkunst verwirklichte und der im Laufe der Zeit immer mehr zu einer sozialen Kampforganisation wurde.
Von 1874 bis 1876 und weiterhin 1881 und 1885 war Barnay am Meininger Hoftheater engagiert und nahm an den erfolgreichen Gastspielreisen der Meininger teil, die in dieser Zeit u. a. nach Berlin, London und St. Petersburg führten. Am 5. März 1874 wurde er zum Ehrenmitglied des Meininger Hoftheaters ernannt.
1883 heiratete Ludwig Barnay in zweiter Ehe die Schauspielerin Minna, geborene Arndt (1852–1932).
Gemeinsam mit Adolph L’Arronge (eigentlich Aaron, 1838–1908) gründete Barnay am 29. September 1883 die Sozietät Deutsches Theater im Haus des Friedrich-Wilhelmstädtischen Theaters, Schumannstraße 13a in Berlin, und blieb dort bis zum 24. Juni 1884; am 1. Juli 1884 beendete er auch seine Funktion als Leiter der Sozietät. Er war Gründer und Leiter des Berliner Theaters an der Charlottenstraße in Kreuzberg (1888–1894). Nach seiner Tätigkeit als Direktor des Berliner Theaters lebte Ludwig Barnay in Wiesbaden.
Barnay wurde zum Geheimen Intendanz- und Hofrat ernannt und leitete ab 1906 das Königliche Schauspielhaus in Berlin und von 1908 bis 1912 das königlich preußische Hoftheater Hannover. Ab 1909 bewohnte Barnay eine Villa an der damaligen Corvinusstraße im Hindenburgviertel in Hannover, die nach Plänen des Architekten Franz Hoffmann schon 1907 fertiggestellt worden war. Nach zu Lebzeiten Barnays wurde die Straße 1922 nach ihm umbenannt, während sein ehemaliges Wohngebäude Ludwig-Barnay-Straße 3 im heutigen hannoverschen Stadtteil Zoo erst später unter Denkmalschutz gestellt wurde.
Ludwig Barnay starb in Hannover elf Tage vor seinem 82. Geburtstag am 31. Januar 1924 und wurde auf dem Stadtfriedhof Engesohde in Hannover, Abteilung 23E, Grabnummer 48, beigesetzt. Das 1926 geschaffene Grabmal schmückt eine Vergangenheit, Gegenwart und Zukunft darstellende figürliche Plastik von Bildhauer Roland Engelhard.

## Rollen

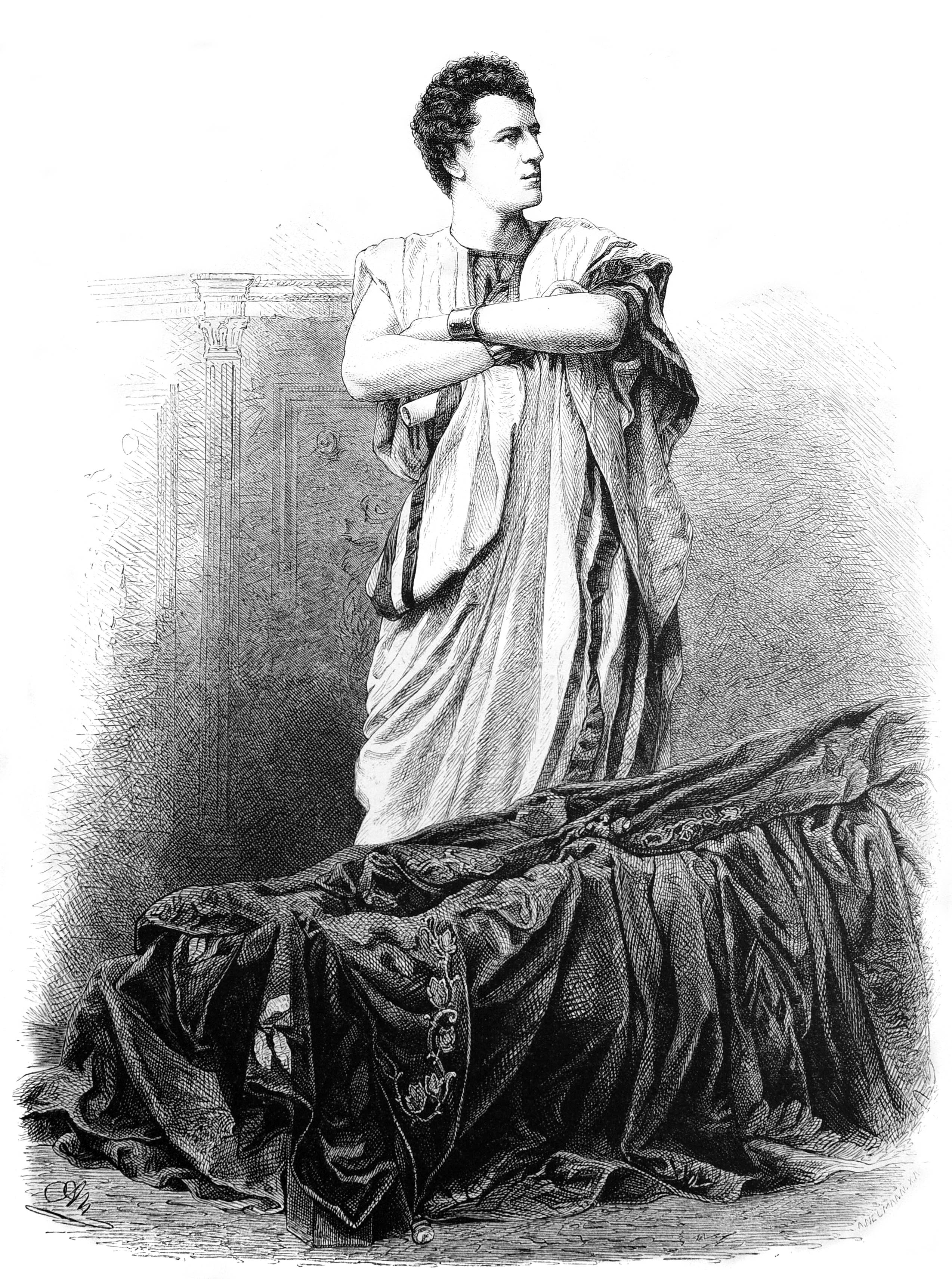
Barnay als Mark Anton; Holzstich von Adolph Neumann In: Die Gartenlaube, 1878

- Uriel Acosta (Uriel Acosta, Karl Gutzkow)
- Tell (Wilhelm Tell, Friedrich Schiller)
- Essex (Graf Essex, Heinrich Laube)
- Othello (Othello, William Shakespeare)
- Marc Anton (Antonius und Cleopatra, William Shakespeare)
- Lear (König Lear, William Shakespeare)
- Hamlet (Hamlet, William Shakespeare)
- Kean (Kean oder Leidenschaft und Genie, Alexandre Dumas der Ältere)
- Wallenstein (Wallenstein, Friedrich Schiller)
- Holofernes (Judith und Holofernes, Johann Nestroy)
- Graf Waldemar (Gustav Freytag)
- Egmont (Egmont, Johann Wolfgang von Goethe)

## Schriften (Auswahl)
- Erinnerungen. Berlin 1903. / als Reprint: Henschel-Verlag, Berlin 1953.

Der Schauspieler Siegwart Friedmann behauptete von diesem Buch, die Erinnerungen seien interessant, weil keiner eine so eingehende Charakterisierung über Barnay hätte schreiben können als Barnay selbst.

## Ehrungen und Auszeichnungen
(aus dem Schauspielerkatalog von 1906)
- preußischer Roter Adlerorden IV. Klasse
- preußischer Kronenorden IV. Klasse
- 20. Dezember 1887 – Ritter I. Klasse des großherzoglich hessischen Verdienstordens Philipps des Großmütigen[7]
- Ritter I. Klasse des württembergischen Friedrichs-Ordens
- Ritter des großherzoglich sächsischen Hausordens vom Weißen Falken
- Ritter I. und II. Klasse des Herzoglich Sachsen-Ernestinischen Hausordens (1908)
- Ritter der I. Klasse des herzoglich anhaltischen Hausordens Albrechts des Bären
- Ritter I. und II. Klasse des russischen Sankt-Stanislaus-Ordens
- königlich schwedischer Wasaorden
- 28. Februar 1902 – Ritter I. Klasse mit Krone des großherzoglich hessischen Verdienstordens Philipps des Großmütigen[8]
- 2. Mai 1910 – großherzoglich hessische Goldene Verdienstmedaille für Kunst und Wissenschaft[9]
- Ehrenmitglied des Hoftheaters in Meiningen (1874)
- Ehrenmitglied des Stadttheaters und Thalia-Theaters in Hamburg
- Ehrenmitglied und Meister des Freien Deutschen Hochstifts zu Frankfurt am Main
- Ehrenpräsident der Genossenschaft Deutscher Bühnenangehöriger (1883/1885)

sowie weitere Verdienstkreuze und Medaillen für Kunst und Wissenschaften
- Die 1902 angelegte Corvinusstraße in Hannover wurde 1922 umbenannt in Ludwig-Barnay-Straße, da der Opernintendant hier wohnte. In der Zeit des Nationalsozialismus galt von 1933 bis 1945 wieder der ursprüngliche Straßenname.[10]
- Zu Barnays Ehren wurde am 1. November 1963 der vormalige Laubenheimer Platz in der Künstlerkolonie Berlin in Ludwig-Barnay-Platz umbenannt.[11]